# Caro papà
Caro papà is een Italiaanse film van Dino Risi die werd uitgebracht in 1979. 

## Verhaal
Albino Millozza, een vijftigjarige oud-verzetsman die een belangrijke industrieel is geworden, heeft een depressieve echtgenote die hij bedriegt met de echtgenote van een collega. Hij zoekt toenadering tot zijn zoon Marco en komt zo te weten dat deze lid is van de Rode Brigades. Die terroristische groepering heeft plannen een persoon te vermoorden die enkel wordt aangeduid met de letter P. Onmiddellijk denkt Albino aan zijn collega Parrella. Precies op de dag waarop de moord gepland is raakt Albino heel ernstig verwond bij een aanslag in Montreal. Hij wordt naar Rome gerepatrieerd waar zijn zoon hem staat op te wachten.

## Rolverdeling
| Acteur             | Personage       |
| ------------------ | --------------- |
| Vittorio Gassman   | Albino Millozza |
| Andrée Lachapelle  | Giulia Millozza |
| Aurore Clément     | Margot          |
| Stefano Madia      | Marco Millozza  |
| Julien Guiomar     | Parrella        |
| Joanne Côté        | Laura           |
| Antonio Maimone    | Enrico          |
| Andrew Lord Miller | James           |
| Piero Del Papa     | Duilio          |
| Mario Verdon       | Ugo             |
| Don Arrès          | Marco           |
| Gérard Arthur      | Rodolfo         |
| Sergio Ciulli      | Gianni          |
| Clara Colosimo     | Myrta           |